# Merogomphus femoralis
Merogomphus femoralis är en trollsländeart som beskrevs av Harry Hyde Laidlaw, Jr. 1931. Merogomphus femoralis ingår i släktet Merogomphus och familjen flodtrollsländor. Inga underarter finns listade i Catalogue of Life.